# Aly Mrabet
Pour les articles homonymes, voir Ali Mrabet.
Ne doit pas être confondu avec Ali Lmrabet.
Aly Mrabet, né le 21 mai 1987, est un danseur, chorégraphe, acteur et disc jockey tunisien.

## Biographie

### Carrière musicale
Né le 21 mai 1987, il débute la danse contemporaine à l'âge de 15 ans et participe à plusieurs créations de la compagnie Haraka Danse sous la direction du chorégraphe Hafedh Zallit. Après avoir interrompu ses études, il se lance dans une carrière de chorégraphe et donne naissance à un atelier de recherche au centre culturel de la ville de Tunis, « L'Atelier Haraka en création », qui lui permet de créer sa première pièce, Tænia, puis la chorégraphie Territorium.
En octobre 2007, Ali Mrabet monte son premier solo, Hum Yughadirun Wa Yussefirun Bi Samt qui est sélectionné à la septième biennale « Danse l'Afrique danse » à Tunis.
Entre octobre 2020 et janvier 2021, il bénéficie d'une résidence artistique au sein de L'Art Rue et y propose Electroniq Maqâms, un projet constitué d'un documentaire audio interactif, d'un live act et d'une bibliothèque de samples libres de droits basés sur les sons de son quartier d'enfance, la médina de Tunis,.
En tant que disc jockey, il se produit dans plusieurs festivals : les Journées musicales de Carthage en avril 2017, les Dunes électroniques à Nefta en novembre 2019, Dream City à Tunis en octobre 2022, les Journées théâtrales de Carthage en décembre 2022 et les Nuits électro à l'Institut du monde arabe en décembre 2024.

### Autres activités artistiques
Aly Mrabet joue le rôle de Ferid Federico dans le feuilleton Weld Ettalyana de Nejib Belkadhi puis celui de Wassim dans Le Fil de Mehdi Ben Attia qui traite de l'homosexualité.